# Michael Angold
Michael Angold (født 1940) britisk byzantinist og historiker. Professor i byzantinsk historie ved universitetet i Edinburgh, Skotland, og en af verdens førende forskere inde for sit felt. 
Angold har specielt beskæftiget sig med Det Byzantinske Riges senere historie, især perioden fra 1025-1263, hviket har ført til flere udgivelser om perioden.

## Udvalgt litteratur
- The Fourth Crusade (2003)
- The Byzantine Empire 1025-1204 – A Political History (1997)
- Church and Society in Byzantium Under the Comneni, 1081-1261 (2000)
- A Byzantine Government in Exile (1975)